# اتاقک ابر

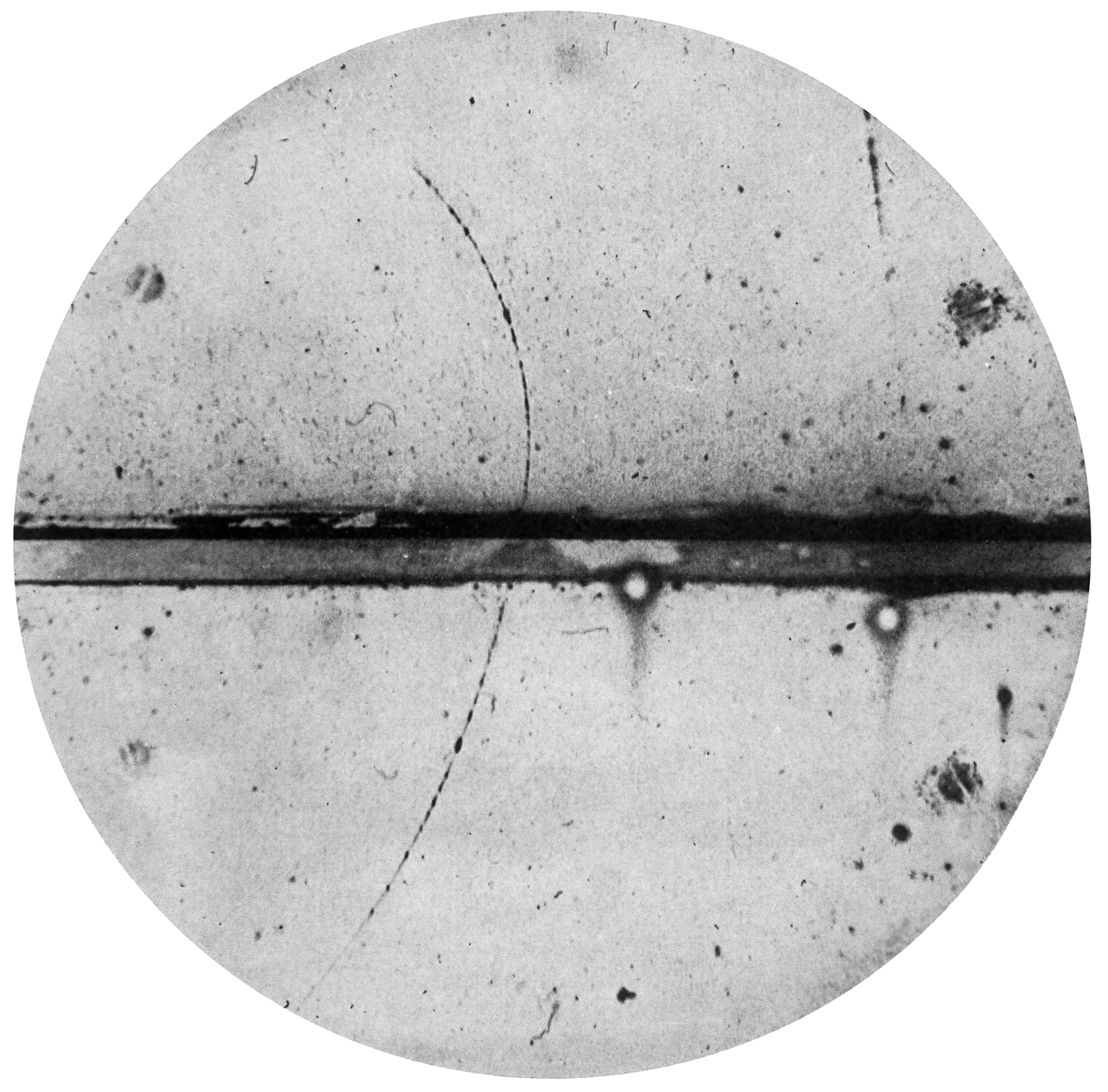
شکل ۱)عکس محفظه‌ای از اولین پوزیترون که توسط C. Anderson دیده می‌شود.

اتاقک ابر یا اتاقک ویلسون (به انگلیسی: Cloud chamber یا Wilson chamber) نوعی محفظه برای آشکارسازی ذرات پرتوهای یونیزان است.
این اختراع را به سال ۱۹۱۱ و به چارلز تامسون ریس ویلسون نسبت می‌دهند.
یک محفظه ابر شامل یک محیط مهر و موم شده حاوی بخار اشباع شده آب یا الکل است. یک ذره باردار پر انرژی (به عنوان مثال، یک ذره آلفا یا بتا) با ترکیب مخلوط گازها با ضربه زدن به الکترونها از طریق نیروهای الکترواستاتیک در طی برخورد، با دنبال کردن ذرات گاز یونیزه می‌شود. یونهای حاصل به عنوان مراکز تراکمی عمل می‌کنند که در صورت مخلوط گاز در نقطهٔ تراکم، یک دنبالهٔ کوچک از قطرات کوچک تشکیل می‌شود. این قطرات به عنوان یک مسیر «ابر» قابل مشاهده است که برای چند ثانیه ادامه می‌یابد در حالی که قطره‌ها از طریق بخار سقوط می‌کنند. این آهنگ‌ها دارای اشکال خاص است. به عنوان مثال، یک قطعه ذرات آلفا ضخیم و مستقیم است، در حالی که یک مسیر الکترونی است و نشان می‌دهد شواهد بیشتری از انحراف‌های برخورد.
اتاق‌های ابر نقش مهمی در فیزیک ذرات تجربی از دهه ۱۹۲۰ تا ۱۹۵۰ تا زمان ظهور اتاقک حباب ایفا کردند. به‌طور خاص، کشف پوزیترون در سال ۱۹۳۲ (نگاه کنید به شکل ۱) و موئون در سال ۱۹۳۶، هر دو توسط کارل اندرسون (جایزه نوبل فیزیک در سال ۱۹۳۶)، از اتاق‌های ابر استفاده می‌کردند. کشف کوهن توسط جورج روچستر و کلیفورد توسط چارلز باتلر در سال ۱۹۴۷ نیز با استفاده از یک اتاق ابر به عنوان آشکارساز ساخته شد. در هر مورد، اشعه‌های کیهانی منبع رادیویی یونیزه بودند.

## اختراع
چارلز تامسون ریس ویلسون (۱۸۶۹–۱۹۵۹)، یک فیزیکدان اسکاتلندی، با اختراع اتاق ابر به حساب می‌آید. او با الهام از مشاهدات ناخودآگاه بروکن در هنگام کار بر روی اجلاس بن‌نویس در سال ۱۸۹۴، شروع به توسعه اتاق‌های توسعه برای مطالعه ساخت ابر و پدیده‌های نوری در هوای مرطوب کرد. به سرعت او کشف کرد که یون‌ها می‌توانند به عنوان مراکز تشکیل قطرات آب در چنین اتاق‌هایی عمل کنند. او از این کشف پیگیری کرد و اولین اتاق ابر را در سال ۱۹۱۱ تکمیل کرد. در داخل محفظه اصلی ویلسون، هوا داخل دستگاه مهر و موم شده با بخار آب اشباع شد، سپس دیافراگم برای گسترش هوا داخل اتاق (گسترش آدیاباتیک)، خنک‌سازی هوا و شروع به بخار آب کن از این رو استفاده از نام ابر انبساط گسترش یافته است. هنگامی که یک ذره یونیزه از طریق محفظه عبور می‌کند، بخار آب روی یون‌های حاصل از آن تلفیق می‌شود و دنباله ذره در ابر بخار قابل مشاهده است. ویلسون، همراه آرتور کامپتون، جایزه نوبل فیزیک در سال ۱۹۲۷ را برای کار خود در اتاق ابر دریافت کرد.  این نوع اتاق نیز یکاتاق پالس نامیده می‌شود، زیرا شرایط عملیاتی به‌طور مداوم حفظ نمی‌شود. تحولات بیشتر توسط پاتریک بلک اند ساخته شده است که از بهار قوی برای گسترش و فشرده‌سازی اتاق بسیار سریع استفاده می‌شود و باعث می‌شود که محفظه حساس به ذرات چندین بار در ثانیه باشد. برای ضبط تصاویر استفاده از فیلم سینمایی استفاده شد.
محفظه ابر انتشاری در سال ۱۹۳۶ توسط الکساندر لانگدسفور ساخته شد. این محفظه از محفظه انبساطی فرکانس متفاوت است که در آن به‌طور مداوم به اشعه حساسیت می‌شود و در آن پایین باید به دمای نسبتاً پایین، عموماً سردتر از -۲۶ ° C (-15 ° F) سرد شود. به جای آب، از الکل به دلیل نقطه انجماد پایین آن استفاده می‌شود. اتاق‌های ابر با یخ خشک یا خنک‌کننده ترموالکتریک پلتیر که خنک‌کننده دستگاه‌های معمول تظاهرات و سرگرمی هستند؛ الکل مصرف شده در آن‌ها معمولاً ایزوپروپیل الکل یا روح متیل است.

## ساختار و عملیات

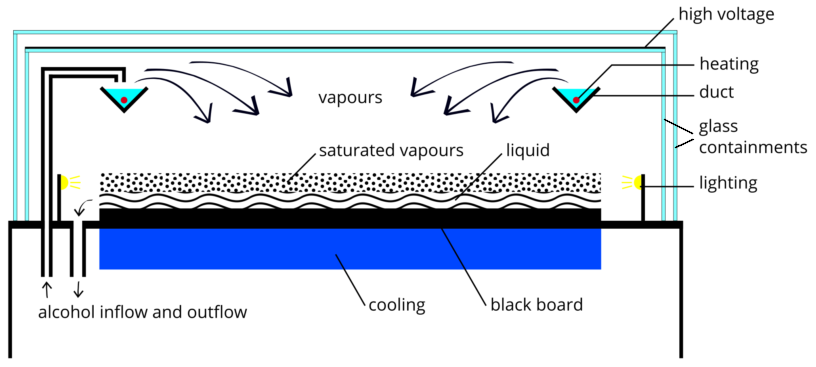
محفظه ابر-نوع انتشار الکل (معمولاً ایزوپروپانول) با یک بخاری در یک کانال در قسمت بالای اتاق تبخیر می‌شود. بخار خنک‌کننده به سمت صفحهٔ سرد یخ زده می‌رود، جایی که کنسانتره می‌شود. با توجه به گرادیان درجه حرارت یک لایه از بخار پرتوزار بالا در بالای صفحه تشکیل شده است. در این منطقه، ذرات تابشی منجر به تراکم و ایجاد آهنگ‌های ابر می‌شوند

در اینجا اتاق‌های ابر فشاری مورد بحث قرار می‌گیرند. محفظه‌ای ساده از محیط محفوظ، یک صفحه گرم و یک ورق سرد سرد (نگاه کنید به شکل ۲). این منبع الکتریسیته مایع در طرف گرم اتاق که در آن مایع تبخیر می‌شود نیاز به تشکیل یک بخار دارد که از طریق گاز از بین می‌رود و در صفحهٔ سرد سرد می‌شود. نوعی اشعه یونیزه‌ای مورد نیاز است.
متانول، ایزوپروپانول یا سایر بخارهای الکلی اتاق را اشباع می‌کند. الکل می‌افتد آن را به عنوان سرد و کندانسور سرد فراهم می‌کند شیب درجه حرارت. نتیجه یک محیط بیش از حد است. همان‌طور که ذرات باران پر انرژی از طریق گاز عبور می‌کنند مسیرهای یونیزاسیون را ترک می‌کنند. بخار الکلی در اطراف دنباله یون‌های گازدار که توسط ذرات یونیزه شده پشت سر گذاشته شده است. این به این دلیل رخ می‌دهد که مولکول‌های الکل و آب قطبی هستند و موجب جذب نیروی خالص به سمت اتهام رایگان در نزدیکی می‌شوند. نتیجه یک شکل خمیده مانند ابر است که توسط وجود قطرات به سمت کندانسور سقوط می‌کند. وقتی که آهنگ‌ها از یک منبع به صورت شعاعی خارج می‌شوند، نقطه شروع آن‌ها به راحتی می‌تواند تعیین شود. (برای مثال، به شکل ۳ مراجعه کنید)
درست بالای صفحهٔ خازن یخچال، حجم محفظه‌ای است که حساس به آهنگ‌های یونیزاسیون است. دنباله‌ای یونی که توسط ذرات رادیواکتیو ترک شده است، یک ماژول بهینه برای تراکم و ایجاد ابر را فراهم می‌کند. این حجم حساس با استفاده از یک گرادیان شیب دما و شرایط پایدار در ارتفاع افزایش می‌یابد.  میدان الکتریکی قوی اغلب به منظور جلب ردیابی ابر به منطقه حساس محفظه و افزایش حساسیت محفظه استفاده می‌شود. میدان الکتریکی همچنین می‌تواند از جلوگیری از مقادیر زیادی از باران «پس زمینه» جلوگیری کند که از ناحیه حساس اتاق محسوب می‌شود، که از طریق تراکم تشکیل شده در بالای محفظه حساس محسوب می‌شود. یک پس زمینه سیاه و سفید باعث می‌شود که آهنگ‌های ابر را رعایت کنید. [۵] به‌طور معمول یک منبع نور مماسی مورد نیاز است. این قطرات سفید در برابر پس زمینه سیاه رنگ را روشن می‌کند. اغلب آهنگ‌ها آشکار نیستند، تا زمانی که یک مخزن کم عمق الکل در صفحه کندانسور شکل نگیرد.
اگر میدان مغناطیسی درون محفظه ابر اعمال شود، ذرات مثبت و منفی بارگذاری شده در جهت مخالف منحرف خواهند شد، طبق قانون نیروی لورنتس؛ با این حال، با تنظیمات سرگرمی‌های کوچک، زمینه‌های کافی قوی وجود دارد.

## آشکارسازهای ذرات دیگر
اتاق حباب توسط دونالد گلاسر از ایالات متحده در سال ۱۹۵۲ اختراع شد و برای همین او جایزه نوبل فیزیک در سال ۱۹۶۰ را دریافت کرد. اتاق حباب به‌طور مشابه آهنگ‌های ذرات زیر اتمی را نشان می‌دهد، اما به عنوان مسیرهای حباب در یک مایع سوپر تبخیر، معمولاً مایع هیدروژن است. اتاق‌های حباب را می‌توان از نظر فیزیکی بزرگتر از اتاق‌های ابر ساخته شده و از آنجا که آن‌ها با مواد مایع بسیار متراکم پر شده‌اند، آن‌ها آهنگ‌های ذرات پر انرژی بیشتری را نشان می‌دهند. این عوامل باعث شد که اتاق‌های حباب چندین دهه پیش از آن، آشکارساز ذرات غالب را به وجود آورد، به‌طوری‌که در اوایل دهه ۱۹۶۰، اتاق‌های ابر به‌طور مؤثر در تحقیقات بنیادین جایگزین شدند.
محفظه جرقه یک دستگاه الکتریکی است که با استفاده از شبکه‌ای از سیم‌های غیر ایزوله شده در یک محفظه، با ولتاژ بالا بین سیم‌ها اعمال می‌شود. ذرات باردار نیرومند باعث می‌شود یونیزاسیون گاز در امتداد مسیر ذره در همان اندازه در محفظه ابر ویلسون باشد، اما در این مورد، میدان‌های الکتریکی محیط به اندازه کافی بالا می‌آیند تا گاز شکسته شدن کامل در شکل جرقه در موقعیت یونیزاسیون اولیه. حضور و جایگزینی این جرقه‌ها سپس الکتریکی ثبت می‌شود و اطلاعات برای تجزیه و تحلیل بعد ذخیره می‌شود، مانند یک رایانه دیجیتال.
اثرات متراکم مشابهی را می‌توان به ابرهای ویلسون، که همچنین به عنوان ابرهای متراکم، در انفجار بزرگ در هوای مرطوب و دیگر اثرات تکانه Prandtl-Glauert نامیده می‌شود، مشاهده می‌شود.

## ساخت در داخل ایران
محمود بهمن‌آبادی عضو هیئت علمی دانشگاه صنعتی شریف با همکاری مصطفی حیدری زاد و احمد صادقی در آزمایشگاه پرتوهای کیهانی دانشکده فیزیک دانشگاه صنعتی شریف، موفق به ساخت آشکارسازی با نام «اتاقک ابر» (Cloud Chamber) شده‌اند.
این اتاقک ضمن به نمایش گذاشتن عبور ذرات باردار، می‌تواند برای اندازه‌گیری بعضی از پارامترهای این ذرات استفاده شود.
فیزیک ذرات یکی از مباحث بنیادی در فیزیک است که به مشخصه‌های مختلف ذرات از جمله بار، جرم، اسپین و بر همکنش آنها با محیط می‌پردازد.
برای بررسی این مشخصه‌ها احتیاج به ابزارهایی است که بتواند این خصوصیات را اندازه‌گیری کند. این ابزارها انواع مختلفی دارند که در بعضی از آنها عبور ذره از آنها با چشم قابل مشاهده است و در بعضی دیگر قابل رویت نیست.
در آزمایشگاه پرتوهای کیهانی دانشکده فیزیک دانشگاه صنعتی شریف یک آشکارساز با نام «اتاقک ابر» ساخته شده که عبور ذرات از آن قابل مشاهده است. این آشکارساز در نوع خود بی نظیر است و برای اولین بار در ایران طراحی و ساخته شده است.
آشکارساز «اتاقک ابر» می‌تواند برای مواردی مانند تعیین میانگین تعداد ذرات باردار زمینه، نمایش عبور ذرات باردار از جمله ذرات آلفا، بتا، میون و غیره و تابش‌های گسیل شده از چشمه‌های رادیواکتیو Cs-۱۳۷ و Na-۲۲ و غیره مورد استفاده قرار گیرد.
همچنین این آشکارساز برای تفکیک ذرات باردار مثبت و منفی با استفاده از میدان مغناطیسی، مورد استفاده قرار می‌گیرد.
این آشکارساز می‌تواند گامی مؤثر برای ارتقا فیزیک ذرات در کشور باشد.